# Суйхуа
Суйхуа (кит. упр. 绥化, пиньинь Suīhuà) — городской округ в провинции Хэйлунцзян КНР.

## История
В 1885 году в этих местах был основан Суйхуаский комиссариат (绥化厅), подчинённый хуланьскому фудутуну. В 1905 году Суйхуаский комиссариат был поднят в статусе до Суйхуаской управы (绥化府).
После Синьхайской революции в Китае изменилась структура государственного управления, и в 1913 году Суйхуаская управа была преобразована в уезд Суйхуа.
В 1931 году Маньчжурия была оккупирована японскими войсками, а в 1932 году было образовано марионеточное государство Маньчжоу-го. 1 декабря 1934 года в Маньчжоу-го была создана провинция Биньцзян, в состав которой вошли эти земли. В 1939 году в Маньчжоу-го произошло очередное изменение административно-территориального деления, и эти земли попали в состав провинции Бэйань.
В 1945 году Маньчжурия была освобождена Советской армией, и эти земли оказались в составе провинций Сунцзян и Хэйлунцзян. В 1954 году провинция Сунцзян была присоединена к провинции Хэйлунцзян.
В 1956 году решением Госсовета КНР был образован Специальный район Суйхуа (绥化专区), объединивший 13 уездов. В 1958 году он был расформирован, а вместо него был образован Специальный район Сунхуацзян (松花江专区), при этом уезды Дэбу (德都县) и Бэйань (北安县) перешли в состав Специального района Нэньцзян (嫩江专区), а уезд Хулань (呼兰县) — в состав Харбина. В 1965 году Специальный район Сунхуацзян был вновь переименован в Специальный район Суйхуа. Во время Культурной революции правительство Специального района Суйхуа в 1967 году было расформировано, а вместо него образован Революционный комитет; сам специальный район в это время трансформировался в Округ Суйхуа (绥化地区). В 1978 году Революционный комитет был преобразован в правительство округа.
В 1982 году уезд Суйхуа был преобразован в городской уезд. В последующие годы в городские уезды были преобразованы уезды Аньда, Чжаодун и Хайлунь. В 1992 году уезды Чжаочжоу и Чжаоюань были переданы в состав городского округа Дацин.
В 1999 году решением Госсовета КНР структуры округа Суйхуа и городского уезда Суйхуа были расформированы, а вместо них был образован городской округ Суйхуа; территория бывшего городского уезда Суйхуа стала районом Бэйлинь в его составе.

## Административно-территориальное деление
Городской округ Суйхуа делится на один городской район, три городских уезда и шесть уездов:
|    |                |          |           |               |                  |               |                            |
| #  | Статус         | Название | Иероглифы | Пиньинь       | Население (2010) | Площадь (км²) | Плотность населения (/км²) |
| 1  | Район          | Бэйлинь  | 北林区    | Běilín qū     | 877 682          | 2723          | 320                        |
| 2  | Городской уезд | Аньда    | 安达市    | Āndá shì      | 472 716          | 3586          | 142                        |
| 3  | Городской уезд | Чжаодун  | 肇东市    | Zhàodōng shì  | 903 171          | 4330          | 215                        |
| 4  | Городской уезд | Хайлунь  | 海伦市    | Hǎilún shì    | 769 925          | 4667          | 176                        |
| 5  | Уезд           | Ванкуй   | 望奎县    | Wàngkuí xiàn  | 428 760          | 2299          | 209                        |
| 6  | Уезд           | Ланьси   | 兰西县    | Lánxī xiàn    | 454 526          | 2499          | 188                        |
| 7  | Уезд           | Цинган   | 青冈县    | Qīnggāng xiàn | 474 553          | 2686          | 156                        |
| 8  | Уезд           | Цинъань  | 庆安县    | Qìng'ān xiàn  | 382 416          | 5607          | 68                         |
| 9  | Уезд           | Миншуй   | 明水县    | Míngshuǐ xiàn | 320 985          | 2308          | 147                        |
| 10 | Уезд           | Суйлин   | 绥棱县    | Suíléng xiàn  | 331 705          | 4506          | 73                         |

## Национальный состав
Согласно переписи 2000 года, в городе Суйхуа проживали представители следующих национальностей
| Национальность | Количество | Доля    |
| -------------- | ---------- | ------- |
| Китайцы        | 4.891.905  | 96,76 % |
| Маньчжуры      | 134.427    | 2,66 %  |
| Корейцы        | 13.331     | 0,26 %  |
| Хуэй           | 7.619      | 0,15 %  |
| Монголы        | 6.292      | 0,12 %  |
| Дауры          | 559        | 0,01 %  |
| Прочие         | 1.408      | 0,04 %  |

## Образование
В Суйхуа имеется единственное высшее учебное заведение — Институт Суйхуа (绥化学院), основанный в 1953 году.